# Biathlonzentrum Martelltal
Koordinaten: 46° 30′ 58,6″ N, 10° 43′ 37″ O
Das Biathlonzentrum Martelltal ist eine Wettkampfstätte für Biathlon in Südtirol auf dem Gebiet der Gemeinde Martell.

## Daten

### Lage
Das Stadion befindet sich am oberen Ende des Martelltals im Vinschgau in Südtirol auf dem Gebiet der Gemeinde Martell.
Die Anlage liegt auf einer Höhe von 1700 m, der tiefste Punkt der Loipen liegt auf 1684 m, der höchste auf 1723 m.

### Ausstattung
Das Biathlonzentrum verfügt neben Schießstand und Loipen über ein Funktionsgebäude sowie Skirollerstrecken. Eine A-Lizenz der IBU ist derzeit nicht vorhanden, diese wird benötigt, um auch Weltcupveranstaltungen durchzuführen. Die Ausstattung der Wettkampfstätten ist jedoch ausreichend, um Wettkämpfe im Rahmen des IBU-Cups austragen zu können.
Im Stadionbereich gibt es keine fest installierten Tribünen, insgesamt können aber bis zu 2000 Zuschauer die Rennen vor Ort verfolgen.
Angebunden an das Stadion ist ein Loipennetz mit insgesamt 12 km Länge. Durch unterschiedliche Streckenführungen können die durch das Reglement vorgegebenen Laufrunden entsprechend dargestellt werden.

### Bau
Der Baubeginn erfolgte im Jahr 2001. In mehreren Abschnitten wurden danach die heutigen Anlagen errichtet. Bis 2002 waren der Schießstand und große Teile der Loipen fertiggestellt, die erste Inbetriebnahme erfolgte mit der Durchführung der ersten Wettkämpfe im Dezember 2002. Das Stadion wurde in den Jahren 2005 und 2006 um ein Funktionsgebäude, befestigte Parkplätze und eine Beschneiungsanlage erweitert. 2011 wurde ein Teil der Loipen asphaltiert, um diese auch in den Sommermonaten für das Training mit Skirollern nutzen zu können. Bis heute wurden ca. zwei Millionen Euro investiert.

## Veranstaltungen
Pro Jahr werden im Biathlonzentrum Martell bis zu zehn Veranstaltungen abgehalten. Höhepunkt sind dabei Wettkämpfe im Rahmen des IBU-Cups, der zweithöchsten Wettbewerbe im Biathlon nach dem Weltcup. 
Neben IBU-Cups wurden in der Vergangenheit vier italienische Meisterschaften (2004, 2005, 2008 und 2010), die Junioren-WM 2007, die Sommerbiathlon-EM 2011 sowie mehrere Rennen im Rahmen des Itapokals, des Alpencups und des Deutschlandpokals ausgerichtet. 2025 fanden erstmals Europameisterschaften in Martell statt.